# Molophilus distiremus
Molophilus distiremus är en tvåvingeart som beskrevs av Alexander 1971. Molophilus distiremus ingår i släktet Molophilus och familjen småharkrankar. Inga underarter finns listade i Catalogue of Life.